# California 436
California 436 (You and Me) è un film del 1975 diretto da David Carradine, con la sceneggiatura di David Henderson. Il cast è composto, tra gli altri, da Barbara Hershey, Bobbi Shaw, Chipper Chadbourne, David Carradine, Robert Carradine, Keith Carradine.
Il titolo originale del film, You and Me, è anche il titolo del leitmotiv dell'opera.

## Trama
Stati Uniti, primi anni del dopo-Vietnam. In un locale, in seguito ad una lite generatasi al tavolo da biliardo, un avventore viene ucciso. I tre giovani motociclisti colpevoli del delitto fuggono e si dividono. Zeto, uno dei tre, incontra un ragazzino scappato da casa, di nome Jimmy, e lo prende con sé. Durante il viaggio la moto di Zeto è distrutta da alcuni teppisti, e lui, per potersene permettere un'altra, va a lavorare in casa della signora Wynona, giovane vedova. L'acquisto e l'utilizzo del nuovo chopper, targato California 436, non darà però tranquillità a Zeto e Jimmy.